# Associazione Sportiva Solbiatese 1963-1964
Questa voce raccoglie le informazioni riguardanti l'Associazione Sportiva Solbiatese nelle competizioni ufficiali della stagione 1963-1964.

## Rosa
| N. |                   | Ruolo | Calciatore          |
| -- | ----------------- | ----- | ------------------- |
|    | Italia (bandiera) | D     | Alberto Anceschi    |
|    | Italia (bandiera) | D     | Angelo Anquilletti  |
|    | Italia (bandiera) | C     | Giorgio Azzimonti   |
|    | Italia (bandiera) | C     | Giuseppe Bacher     |
|    | Italia (bandiera) | A     | Guglielmo Carminati |
|    | Italia (bandiera) | P     | Antonio Filè        |
|    | Italia (bandiera) | D     | Antonio Foresti     |
|    | Italia (bandiera) | P     | Dino Galli          |
|    | Italia (bandiera) | A     | Gianpaolo Incerti   |

| N. |                   | Ruolo | Calciatore          |
| -- | ----------------- | ----- | ------------------- |
|    | Italia (bandiera) | C     | Giampiero Mutti     |
|    | Italia (bandiera) | C     | Vincenzo Paolani    |
|    | Italia (bandiera) | A     | Flavio Possanzini   |
|    | Italia (bandiera) | D     | Giancarlo Puricelli |
|    | Italia (bandiera) | A     | Roberto Rigotto     |
|    | Italia (bandiera) | A     | Mario Rizzo         |
|    | Italia (bandiera) | C     | Mario Schettino     |
|    | Italia (bandiera) | C     | Giovanni Tironi     |
|    | Italia (bandiera) | D     | Alberto Trotti      |